# Thea von Harbou

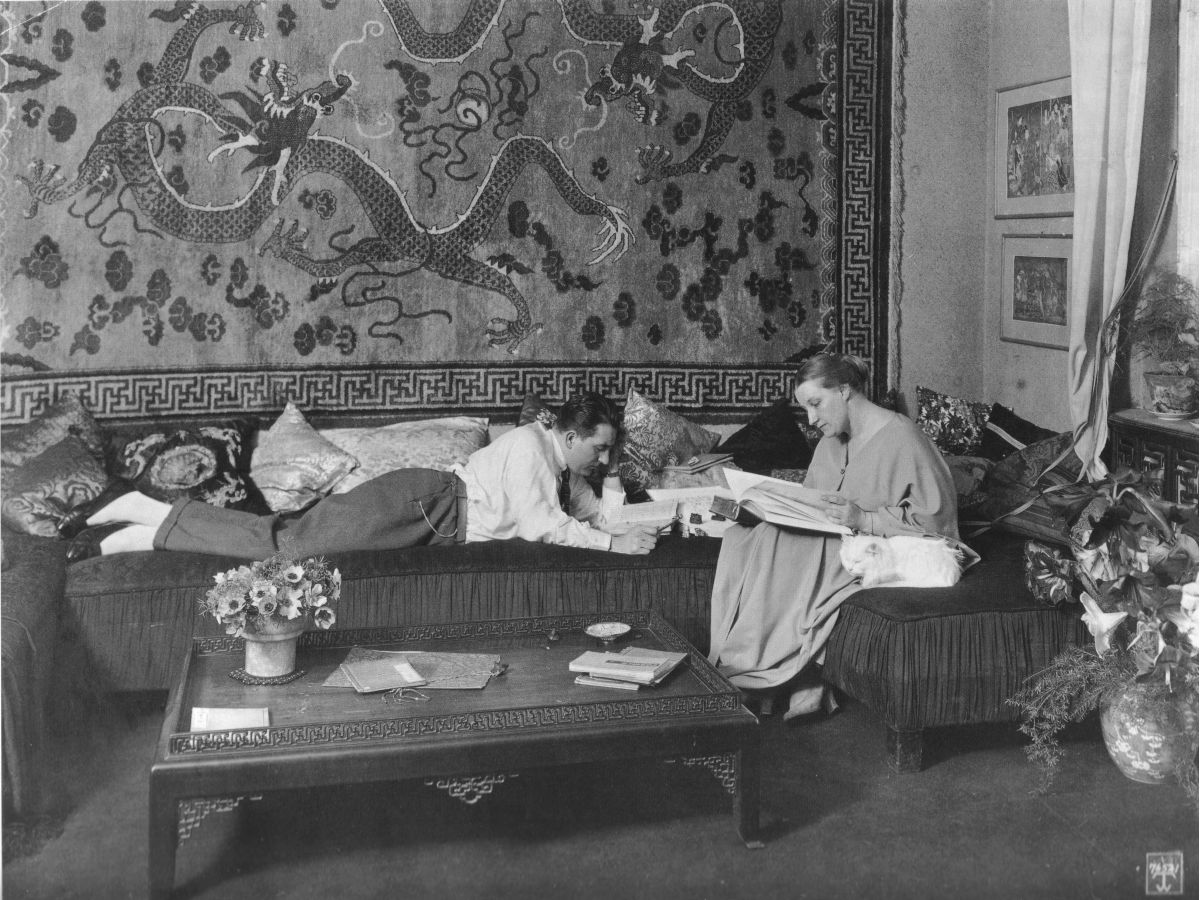
Fritz Lang i Thea von Harbou, 1923 lub 1924

Thea von Harbou (ur. 27 grudnia 1888 w Tauperlitz, zm. 1 lipca 1954 w Berlinie) – niemiecka pisarka,  scenarzystka filmowa i aktorka teatralna.

## Życiorys
Urodziła się 27 grudnia 1888 w Tauperlitz (powiat Hof) jako córka właściciela dworu, barona Theodora von Harbou (1848–1913) i jego żony, Clotilde Constance z d. d'Alinge (1857–1938). Jej starszy brat Horst był fotografem i aktorem. Jako dziecko była kształcona w zakonie przez prywatnych nauczycieli. Uczono jej kilku języków, a także gry na fortepianie i skrzypcach. Była bardzo utalentowana i uchodziła za cudowne dziecko. Już we wczesnej młodości podejmowała pierwsze próby literackie i aktorskie. Miało to miejsce w Luisenstift w Niederlößnitz pod Dreznem, gdzie wówczas przebywała. Jako aktorka zadebiutowała w 1906 na deskach Düsseldorfer Schauspielhaus. Jej pierwsza powieść Wenn's Morgen wird, którą napisała w wieku 16 lat, została opublikowana w odcinkach przez „Süddeutsche Zeitung”.
Była aktorką teatrów i bywalczynią salonów w Weimarze (1908–1910), Chemnitz (1911–1912) i Akwizgranie (1913–1914). Od 1910 poświęciła się powieściopisarstwu i pisaniu scenariuszy filmowych. W 1914 poślubiła aktora filmowego Rudolfa Kleina-Rogge. W 1917 zamieszkała w Berlinie. Pierwszy scenariusz Die Liebe von Hette Raimond napisała dla Joego Maya. W 1918 rozpoczęła współpracę z Fritzem Langiem, dla którego w latach 1922–1933 pisała scenariusze, głównie na podstawie własnych powieści. Rozwiodła się z mężem, by poślubić Langa.
W 1927, wraz z Langiem napisała, na bazie własnej powieści, scenariusz do filmu sci-fi Metropolis prezentującego dystopijną wizję miasta przyszłości. W 2001 film został wpisany na listę UNESCO „Pamięć Świata”.
W 1929, na podstawie własnej powieści, napisała scenariusz do filmu Kobieta na Księżycu (Frau im Mond) – obraz ten po raz pierwszy w historii kina przedstawiał podróż człowieka rakietą i jest również często cytowany jako pierwszy pokazujący „odliczanie do zera” przed startem rakiety.
Pracowała również dla Carla Theodora Dreyera, Friedricha Murnaua i Arthura von Gerlacha. Sama wyreżyserowała dwa filmy: Elisabeth und der Narr i Hanneles Himmelfahrt. Oba weszły na ekrany w 1934.
Po dojściu do władzy nazistów pozostała w Niemczech, chociaż Fritz Lang udał się na emigrację. Wstąpiła do NSDAP i pracowała jako autorka scenariuszy, współpracując m.in. z Wolfgangiem Liebeneinerem i Veitem Harlanem. W 1945 – od czerwca do października – była uwięziona w Staumühle, brytyjskim obozie jenieckim. Po zwolnieniu z obozu pracowała przez ponad rok przy odgruzowaniu jako Trümmerfrau. Zmarła 1 lipca 1954 w Berlinie.

## Wybrana twórczość

### Powieści
- Wenn's Morgen wird, 1905
- Der unsterbliche Acker, 1915
- Die Flucht der Beate Hoyermann, 1916
- Das indische Grabmal, 1917 – wyd. pol. Indyjski grobowiec, nakładem B. Rudzkiego, Warszawa 1923
- Adrian Drost und sein Land, 1918
- Das Haus ohne Türen und Fenster, 1920
- Das Nibelungenbuch, 1921
- Metropolis, 1926 – wyd. pol. Towarzystwo Wydawnicze „Rój”, 1927[6]
- Spione, 1926
- Die Frau im Mond, 1929
- Du bist unmöglich, Jo, 1931
- Aufblühender Lotos, 1941
- Gartenstraße 64, 1952

### Scenariusze
- Die Liebe von Hette Raimond, 1917
- Die Legende von der heiligen Simplicia, 1920
- Das indische Grabmal, 1921
- Metropolis, 1926
- Kobieta na Księżycu (Die Frau im Mond), 1929
- Das Nibelungenbuch, 1934